# Звјежињец (град)
Звјежињец (пољ. Zwierzyniec) град је у Пољској у Војводству лублинском. По подацима из 2012. године број становника у месту је био 3342.

## Становништво
| 2012. |
| ----- |
| 3.342 |